# Natascha (Comic)

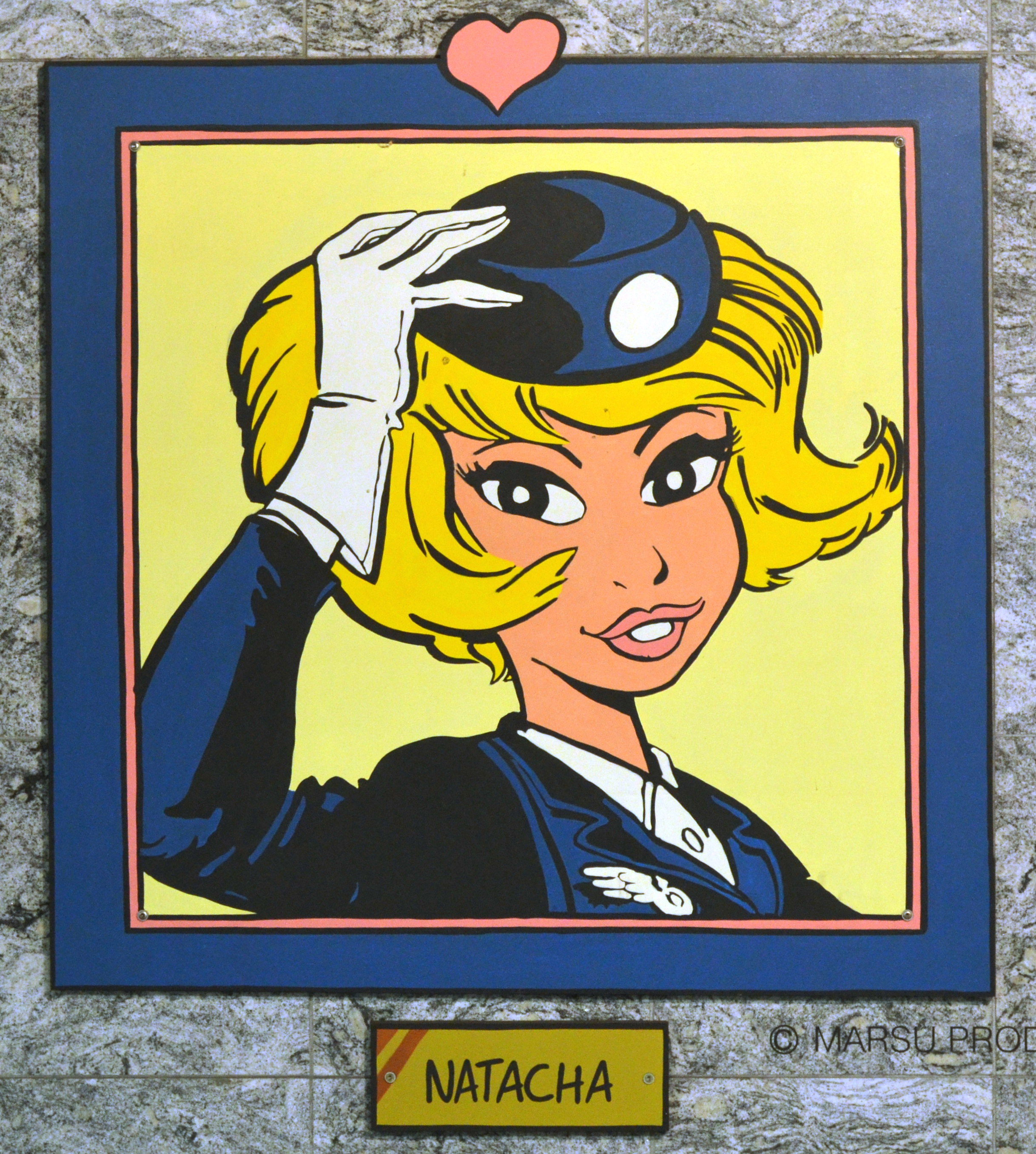
Natascha

Natascha (im Original Natacha) ist die Hauptfigur der gleichnamigen belgischen Comic-Serie. Sie wurde erfunden von dem belgischen Zeichner François Walthéry, der die Serie seit 1970 zeichnet und von wechselnden Textern und Co-Zeichnern unterstützt wird. Der Comic ist in die Genre Komödie, Krimi und Abenteuer einzuordnen. Natascha ist eine Stewardess der Fluggesellschaft BARDAF. Zu ihren regelmäßigen Kollegen gehören der Steward Walter und der Flugkapitän Roger Mayday.

## Figuren der Serie

### Natascha
Obwohl sie eigentlich nur Stewardess ist, kommandiert sie meist heimlich die Flugzeuge. Des Weiteren ist sie passionierte Hobbydetektivin und Abenteuerin. Inspiriert wurde ihr Äußeres von einer Kindheitsfreundin von Walthéry namens Celine alias Linette. Am Beginn eines jeden Bandes wird sie wie folgt beschrieben: „Natascha ist jung, attraktiv und unabhängig. Sie hat alle Eigenschaften eines aufgeschlossenen, selbstbewussten Girls, das sich von nichts und niemanden unterbuttern lässt“.

### Walter
Er versucht stets, wenn auch erfolglos, Natascha seine Überlegenheit zu demonstrieren. Braucht sie jedoch wirklich seine Hilfe, ist er immer zu Stelle. Er ist von Beruf Steward und damit Kollege von Natascha, nebenbei auch passionierter Comic- und Jazz-Fan. Der Vorname kommt von dem gleichnamigen ersten Kind des ersten Natascha-Texters Gos. Daneben deutet der Name aber auch darauf hin, dass es sich bei Walter um das Comic-Alter Ego von François Walthéry handelt; beide teilen viele Angewohnheiten und Charaktereigenschaften. In der Geschichte Natascha und die MickyMäuse, in der Walthéry selbst mitspielt, sind er und Walter zudem völlig identisch gekleidet.

### Roger Mayday/Captain Turbo
Der Flugkapitän ist meistens mit Natascha und Walter unterwegs. Er trägt ständig Coolness zur Schau, kennt alles und hat schon vieles erlebt. Seine ständigen Hinweise darauf sind ein Running Gag. Mitunter erscheint dieser in der Variante „Das habe ich noch nicht erlebt“.
Während er in der Bastei-Veröffentlichung noch Roger Mayday hieß, so ist sein Name ab der Feest-Publikation Captain Turbo bzw. Kapitän Turbo.
Ihm zur Seite steht sein Copilot Legrain.

## Veröffentlichungsgeschichte

### In Belgien/Frankreich
Die Serie Natascha ist von 1970 bis 1988 im belgischen Comic-Magazin Spirou vorveröffentlicht und anschließend vom belgischen Verlag Dupuis in Albenform publiziert worden. 1989 wechselte Walthéry mit seiner Serie zum monegassischen Verlag Marsu Productions, wo die Serie bis 2010 verlegt wurde. Mittlerweile ist Walthéry zu Dupuis zurückgekehrt. Insgesamt sind 23 reguläre Alben und 9 Sonderbände erschienen.
Seit 2007 veröffentlicht der Dupuis-Verlag die Natascha-Alben zudem unter der Bezeichnung Les intégrales auch als Hardcover-Gesamtausgabe. Die Bände enthalten zusätzlich in den regulären Originalalben nicht enthaltene Kurzgeschichten, viele Hintergrundinformationen und Nachdrucke von Spirou-Titelbildern.

### Im deutschsprachigen Raum
In den 1970er Jahren tauchte „Natascha“ sporadisch unter dem Namen „Katja“ in Kauka-Publikationen in Deutschland auf. So sind in der Taschenbuch-Reihe „FF-Super Spass“ und in der Primo-Reihe Geschichten aus der Serie abgedruckt worden.
Von 1984 bis 1986 unternahm dann der Bastei-Verlag einen Versuch, die Serie in Deutschland zu veröffentlichen. Hierbei hielt sich der Verlag indessen nicht an die Chronologie der Originareihe. Auch waren die Alben ohne Handlettering erstellt und nur für den Pressevertrieb bestimmt. Insgesamt hat der Verlag die Originalbände 1 bis 4 und 6 bis 10 auf Deutsch veröffentlicht. Diese Serie wurde 1987 eingestellt.
1988 setzte der Reiner-Feest-Verlag die Veröffentlichung mit dem Band 11 fort, stellte die Reihe aber 1989 nach dem Erscheinen des 13. Bandes ebenfalls ein.
1991 nahm sich dann der Carlsen Verlag der Serie an und veröffentlichte sie ab Band 14. Parallel dazu begann er, auch die ersten 13 Bände beginnend mit Album 1 erneut zu veröffentlichen. Nachdem der Verkauf der Alben hinter den Erwartungen des Verlags zurückgeblieben war, wurde das Unterfangen nach dem Erscheinen der Bände 5 und 15 im Jahr 1993 wieder beendet.
Erst im Jahr 2004 wurde die Serie durch den Eckart Schott Verlag unter dem Label Salleck Publications wiederbelebt und die Bände 17 bis 19 veröffentlicht. 2007 schloss Salleck Publications die Publikationslücke mit der Veröffentlichung des Bandes 16. Nach einer weiteren langen Pause erschien der Band 20 als Normal- und Vorzugsausgabe erst 2013. Im Januar 2013 teilte Salleck Publications in deren Forum mit, dass geplant sei, die bis dahin fehlenden Bände 20 und 21 noch 2013 zu veröffentlichen. Tatsächlich erschienen ist indessen nur der Band 20, auf Band 21 musste man bis 2018 warten. 2021 wurden auch die beiden bislang letzten Alben 22 und 23 publiziert.
Im Jahre 2011 begann Salleck Publications außerdem mit einer chronologischen Gesamtausgabe, die auf den Dupuis-Intégrales beruht.

## Liste der Comic-Alben
Die angegebenen Jahreszahlen beziehen sich auf die belgisch/französische Originalversion sowie auf die Erstausgabe der deutschen Alben (bei den Bänden 1 bis 4 sowohl die der Bastei-Ausgabe als auch die der Carlsen-Ausgabe). Die Deutschen Titel beziehen sich auf die Aktuellen Salleck-Ausgaben.
| Französische Ausgabe | Französische Ausgabe              | Französische Ausgabe     | Französische Ausgabe              | Französische Ausgabe | Deutsche Ausgabe | Deutsche Ausgabe                    | Deutsche Ausgabe |
| Band                 | Titel                             | Text                     | Zeichnung                         | Jahr                 | Band             | Titel                               | Jahr             |
| -------------------- | --------------------------------- | ------------------------ | --------------------------------- | -------------------- | ---------------- | ----------------------------------- | ---------------- |
| 1                    | Natacha hôtesse de l'air          | Gos                      | François Walthéry                 | 1971                 | 1                | Natascha und die Kopfjäger          | 1984             |
| 2                    | Natacha et le Maharadjah          | Gos                      | François Walthéry                 | 1972                 | 2                | Natascha und der Maharadscha        | 1984             |
| 3                    | La mémoire de métal               | Étienne Borgers          | François Walthéry                 | 1974                 | 3                | Natascha und die gefährliche Fracht | 1986             |
| 4                    | Une trône pour Natacha            | Maurice Tillieux         | François Walthéry                 | 1975                 | 4                | Natascha in geheimer Mission        | 1984             |
| 5                    | Double vol                        | Mittéï                   | François Walthéry                 | 1976                 | 5                | Natascha fällt aus der Rolle        | 1993             |
| 6                    | Le treizième apôtre               | Maurice Tillieux         | François Walthéry                 | 1978                 | 6                | Der dreizehnte Apostel              | 1985             |
| 7                    | L'hôtesse et Mona Lisa            | Mittéï                   | François Walthéry & Pierre Seron  | 1979                 | 7                | Natascha und die Mona Lisa          | 1985             |
| 8                    | Instantanés pour Caltech          | Étienne Borgers          | François Walthéry & Jidéhem       | 1981                 | 8                | Schnappschüsse für Caltech          | 1985             |
| 9                    | Les machines incertaines          | Étienne Borgers          | François Walthéry & Jidéhem       | 1983                 | 9                | Die unsicheren Maschinen            | 1986             |
| 10                   | L'ile d'outre-monde               | Marc Wasterlain          | François Walthéry & Will          | 1984                 | 10               | Die Insel am Rande der Welt         | 1986             |
| 11                   | Le grand pari                     | Mittéï                   | François Walthéry & Laudec        | 1985                 | 11               | Die große Wette                     | 1988             |
| 12                   | Les culottes de fer               | Mittéï                   | François Walthéry & Laudec        | 1986                 | 12               | Die Stahlhosen                      | 1988             |
| 13                   | Les nomades du ciel               | Raoul Cauvin             | François Walthéry & Laudec        | 1988                 | 13               | Die Nomaden des Himmels             | 1989             |
| 14                   | Cauchemirage                      | Mythic                   | François Walthéry                 | 1989                 | 14               | Der Alptraum in 8.000 Metern Höhe   | 1991             |
| 15                   | La ceinture de Cherchemidi        | Peyo                     | François Walthéry & Mittéï        | 1992                 | 15               | Professor Fulgors Gürtel            | 1993             |
| 16                   | L’Ange blond                      | Maurice Tillieux         | François Walthéry                 | 1994                 | 16               | Der blonde Engel                    | 2007             |
| 17                   | La veuve noire                    | Michel Dusart            | François Walthéry & Van Linthout  | 1997                 | 17               | Die schwarze Witwe                  | 2004             |
| 18                   | Natacha et les dinosaures         | Marc Wasterlain          | François Walthéry                 | 1998                 | 18               | Natascha und die Dinosaurier        | 2004             |
| 19                   | La mer de rochers                 | Peyo                     | François Walthéry                 | 2004                 | 19               | Das Felsenmeer                      | 2004             |
| 20                   | Atoll 66                          | Guy d'Artet              | François Walthéry & Bruno Di Sano | 2007                 | 20               | Atoll 66                            | 2013             |
| 21                   | Le regard du passé                | Mythic & Thierry Martens | François Walthéry                 | 2010                 | 21               | Die Augen des Falken                | 2018             |
| 22                   | L'épervier bleu                   | Sirius                   | François Walthéry                 | 2014                 | 22               | Der Blaue Sperber                   | 2021             |
| 23                   | Sur les traces de l'épervier bleu | Sirius                   | François Walthéry                 | 2018                 | 23               | Auf den Spuren des Blauen Sperbers  | 2021             |
| 24                   | Chanson d'avril                   | Sirius                   | François Walthéry                 | 2025                 | TBA              | TBA                                 | TBA              |

- Natacha & Co (1987, 128 Seiten, Editions Dupuis) – nicht in Deutschland veröffentlicht
- Mambo à Buenos Aires (1990, 35 Seiten, davon 17 gezeichnet, Notes en Bulles Productions, Musical von Patrick Dewez mit Zeichnungen von Walthéry und Van Linthout, mit Musik-Audio-CD erschienen) – nicht in Deutschland veröffentlicht
- Nostalgia (1990, 44 Seiten, Editions Marsu Productions, Hommage-Album diverser Zeichner und Szenaristen zum 20-jährigen Jubiläum der Natascha-Serie) – nicht in Deutschland veröffentlicht
- Sur les hauteurs du Hasard (2002, 56 Seiten, Horizon BD, mit Pascal Roman, enthält neben zahlreichen Natascha- und sonstigen Walthéry-Zeichnungen auch eine Natascha-Kurzgeschichte) – nicht in Deutschland veröffentlicht
- À propos de Natacha (2004, 64 Seiten, Editions À Propos, mit Stephan Caluwaerts, limitiert auf 250 Exemplare, Kleinformat) – nicht in Deutschland veröffentlicht
- Tiroirs de Secrets (2012, Noir Dessin Production, enthält neben anderen Walthéry-Kurzgeschichten auch einige Natascha-Kurzgeschichten) – nicht in Deutschland veröffentlicht
- La Ligne Courbe (2014, 38 Seiten, Khani Editions, Skizzenbuch, Kleinformat) – nicht in Deutschland veröffentlicht
- Le livre rose de Natacha (2014, 48 Seiten, Noir Dessin Production, Kleinformat, limitiert auf 50 Exemplare, zum Zweck der Promotion des Albums Livre d’Or an die Presse gegeben) – nicht in Deutschland veröffentlicht
- Livre d’Or (2014, 96 Seiten, limitiert auf 2500 Exemplare, Noir Dessin Production) – nicht in Deutschland veröffentlicht

## Gesamtausgabe (Les Intégrales)
- 1 Panique à bord (2007, 160 Seiten, Editions Dupuis; dt.: Panik an Bord), enthält die Geschichten Natascha und die Kopfjäger, Natascha und der Maharadscha, Bombe an Bord! und Gefährliche Fracht – deutsche Ausgabe 2011, Salleck Publications, Bd. 1

- 2 Envol vers l'aventure (2008, 176 Seiten, Editions Dupuis; dt.: Flug ins Abenteuer), enthält die Geschichten Ein Thron für Natascha, Natascha fällt aus der Rolle, Ein großer Zaubertrick und Der dreizehnte Apostel sowie mehrere Kurzgeschichten – deutsche Ausgabe 2012, Salleck Publications, Bd. 2

- 3 Voyages à travers le temps (2009, 179 Seiten, Editions Dupuis; dt.: Reisen durch die Zeit), enthält die Geschichten Natascha und die Mona Lisa, Natascha und die MickyMäuse, Schnappschüsse für Caltech und Die unsicheren Maschinen sowie mehrere Kurzgeschichten – deutsche Ausgabe 2012, Salleck Publications, Bd. 3

- 4 Passeport pour l'enfer  (2010, 214 Seiten, Editions Dupuis; dt. Reisen in die Hölle), enthält die Geschichten Die Insel am Rande der Welt, Die große Wette, Die Stahlhosen und Die Nomaden des Himmels – deutsche Ausgabe 2015, Salleck Publications, Bd. 4

- 5 Intégrale 5 (2014, 192 Seiten, Editions Dupuis; dt. Der blonde Engel), enthält die Geschichten Der Alptraum in 8.000 Metern Höhe, Professor Fulgors Gürtel und Der blonde Engel – deutsche Ausgabe 2016, Salleck Publications, Bd. 5

- 6 Intégrale 6 (2020, 264 Seiten, Editions Dupuis; dt. Weltreisen und Schwarze Witwen), enthält die Geschichten Die Schwarze Witwe, Natascha und die Dinosaurier, Das Felsenmeer und Atoll 66 – deutsche Ausgabe 2020, Salleck Publications, Bd. 6

## Chronologische Reihenfolge der Natascha-Geschichten
- 1970 Natacha, Hôtesse de l'air (dt.: Natascha und die Kopfjäger / Bruchlandung im Bananenwald)

Zeichnungen: François Walthéry, Text: Gos alias Roland Goossens; 44 Farbseiten in Spirou von Nummer 1663 (26. Februar 1970) bis Nummer 1690 (3. September 1970); Veröffentlichung im Album „Natacha, Hôtesse de l'air“, Editions Dupuis 1971; in Deutschland veröffentlicht im Album „Bruchlandung im Bananenwald“, Bastei Verlag 1984, im Album „Natascha und die Kopfjäger“, Carlsen Verlag 1991, in der Gesamtausgabe Band 1 „Panik an Bord“, Salleck Publications 2011, im Primo-Heft 12 bis 17 (1973) und im Taschenbuch FF-Super Spass 91 „Katja: Duell im Dschungel“, Gevacur Verlag 1977
- 1970 À un cheveu de la catastrophe (dt.: Um Haaresbreite …)

Zeichnungen: François Walthéry, Text: Gos; 2 Farbseiten in Spirou Nummer 1682 (9. Juli 1970); Veröffentlichung in den Alben „Natacha & Co“, Editions Dupuis 1987, „Sur les hauteurs du Hasard“, Horizon BD 2002 sowie „Tiroirs de Secrets“, Noir Dessin Production, 2012; in Deutschland veröffentlicht in der Gesamtausgabe Band 2 „Flug ins Abenteuer“, Salleck Publications 2012
- 1970 L'étoile du Berger (dt.: Der Engelsstern / Der Stern des Hirten)

Zeichnungen: François Walthéry, Text: Gos; 6 Farbseiten in Spirou Nummer 1706 (24. Dezember 1970); Veröffentlichung mit einer zusätzlichen Farbseite aus dem Jahr 1976 im Album „Double Vol“, Editions Dupuis 1976; in Deutschland veröffentlicht im Album „Natascha fällt aus der Rolle“, Carlsen Verlag 1993, in der Gesamtausgabe Band 2 „Flug ins Abenteuer“, Salleck Publications 2012 und im Primo-Heft 29 bis 30 (1973)
- 1971 Natacha et le Maharadjah (dt.: Natascha und der Maharadscha / Ein Geschenk des Himmels)

Zeichnungen: François Walthéry, Text: Gos; 44 Farbseiten in Spirou von Nummer 1747 (7. Juli 1971) bis Nummer 1765 (10. Februar 1972); Veröffentlichung im Album „Natacha et le Maharadjah“ Editions Dupuis 1972; in Deutschland veröffentlicht im Album „Ein Geschenk des Himmels“, Bastei Verlag 1984, im Album „Natascha und der Maharadscha“, Carlsen Verlag 1991 sowie in der Gesamtausgabe Band 1 „Panik an Bord“, Salleck Publications 2011
- 1973 Un brin de panique (dt.: Bombe an Bord! / Ein irrer Flug)

Zeichnungen: François Walthéry, Text: Marc Wasterlain; 18 Farbseiten in Spirou von Nummer 1834 (7. Juni 1973) bis Nummer 1840 (19. Juli 1973); Veröffentlichung im Album „La mémoire de métal“ Editions Dupuis 1974; in Deutschland veröffentlicht im Album „Abflug für die Diamantenbande“, Bastei Verlag 1986, sowie im Album „Natascha und die gefährliche Fracht“, Carlsen Verlag 1992, in der Gesamtausgabe Band 1 „Panik an Bord“, Salleck Publications 2011, im Primo-Heft 10 (1974) und im Taschenbuch FF-Super Spass 93 „Katja und das Superding“, Gevacur Verlag 1977
- 1973 Première Rencontre

Zeichnungen und Text: François Walthéry; 1 Farbseite; Veröffentlichung im Album „Tiroirs de Secrets“, Noir Dessin Production, 2012; nicht in Deutschland veröffentlicht
- 1973 La mémoire de métal (dt.: Gefährliche Fracht / Abflug für die Diamantenbande)

Zeichnungen: François Walthéry, Text: Etienne Borgers; 26 Farbseiten in Spirou von Nummer 1849 (20. September 1973) bis Nummer 1860 (6. Dezember 1973); Veröffentlichung im Album „La mémoire de métal“ Editions Dupuis 1974; in Deutschland veröffentlicht in den Primo Heften 14 und 15  (1974), im Album „Abflug für die Diamantenbande“, Bastei Verlag 1986, sowie im Album „Natascha und die gefährliche Fracht“, Carlsen Verlag 1992, in der Gesamtausgabe Band 1 „Panik an Bord“, Salleck Publications 2011 und im Taschenbuch FF-Super Spass 93 „Katja: … und das Superding“, Gevacur Verlag 1977
- 1973 Natacha et la science-friction (dt.: Natascha und die Science-Friktion)

Zeichnungen: François Walthéry, Text: J. Baert; 2 Farbseiten in Spirou Nummer 1860 (6. Dezember 1973); Veröffentlichung im Album „Natacha & Co“, Editions Dupuis 1987 sowie im Album „Tiroirs de Secrets“, Noir Dessin Production, 2012; in Deutschland veröffentlicht in der Gesamtausgabe Band 2 „Flug ins Abenteuer“, Salleck Publications 2012
- 1974 Un trône pour Natacha (dt.: Natascha in geheimer Mission / Ein Thron für Natascha / Der geheimnisvolle Passagier)

Zeichnungen: François Walthéry, Text: Maurice Tillieux; 45 Farbseiten in Spirou von Nummer 1893 (27. Juli 1974) bis Nummer 1912 (5. Dezember 1974); Veröffentlichung im Album broché „Un trône pour Natacha“ Editions Dupuis 1975; in Deutschland veröffentlicht im Album „Der geheimnisvolle Passagier“, Bastei Verlag 1984, im Album „Natascha in geheimer Mission“, Carlsen Verlag 1992 sowie in der Gesamtausgabe Band 2 „Flug ins Abenteuer“, Salleck Publications 2012
- 1975 Double Vol (dt.: Natascha fällt aus der Rolle)

Zeichnungen: François Walthéry und Mittéï alias Jean Mariette, Text: Hao alias Jean Mariette; 26 Farbseiten in Spirou von Nummer 1928 (27. März 1975) bis Nummer 1937 (29. Mai 1975); Veröffentlichung im Album „Double vol“ Editions Dupuis 1976; in Deutschland veröffentlicht im Album „Natascha fällt aus der Rolle“, Carlsen Verlag 1993 sowie in der Gesamtausgabe Band 2 „Flug ins Abenteuer“, Salleck Publications 2012
- 1975/1976 Un tour de passe-passe (dt.: Abrakadabra / Ein großer Zaubertrick)

Zeichnungen: François Walthéry, Text: Lemasque; 13 Farbseiten in Spirou von Nummer 1964 (4. Dezember 1975) bis Nummer 1969 (8. Januar 1976); Veröffentlichung im Album „Double vol“ Editions Dupuis 1976; in Deutschland veröffentlicht im Album „Natascha fällt aus der Rolle“, Carlsen Verlag 1993 sowie in der Gesamtausgabe Band 2 „Flug ins Abenteuer“, Salleck Publications 2012
- 1976/1977 Le treizième apôtre (dt.: Der dreizehnte Apostel / Ein Schätzchen taucht nach Schätzen)

Zeichnungen: François Walthéry, Text: Maurice Tillieux; 46 Farbseiten in Spirou von Nummer 2014 (18. November 1976) bis Nummer 2046 (30. Juni 1977); Veröffentlichung im Album „Le treizième apôtre“ Editions Dupuis 1978; in Deutschland veröffentlicht im Album „Ein Schätzchen taucht nach Schätzen“, Bastei Verlag 1985 sowie in der Gesamtausgabe Band 2 „Flug ins Abenteuer“, Salleck Publications 2012
- 1977 L'hôtesse et Monna Lisa (dt.: Natascha und die Mona Lisa / Schicksalsflug für eine Lady)

Zeichnungen: François Walthéry und Pierre Seron, Text: Mittéï; 22 Farbseiten in Spirou in Nummer 2069 (8. Dezember 1977); Veröffentlichung im Album „L'hôtesse et Monna Lisa“ Editions Dupuis 1979; in Deutschland veröffentlicht im Album „Schicksalsflug für eine Lady“, Bastei Verlag 1985 sowie in der Gesamtausgabe Band 3 „Reisen durch die Zeit“, Salleck Publications 2012
- 1978 La Naissance de Natacha (dt.: Die Geburt von Natascha)

Zeichnungen und Text: François Walthéry; 3 Farbseiten in Spirou in Nummer 2121 (7. Dezember 1978); Veröffentlichung im Album „Natacha & Co“, Editions Dupuis 1987 sowie im Album „Tiroirs de Secrets“, Noir Dessin Production, 2012; in Deutschland veröffentlicht in der Gesamtausgabe Band 3 „Reisen durch die Zeit“, Salleck Publications 2012
- 1978/1979 Natacha et les petits miquets (dt. Natascha und die MickyMäuse)

Zeichnungen: François Walthéry, Text: Mittéï; 24 Farbseiten in Spirou von Nummer 2122 (14. Dezember 1978) bis Nummer 2132 (22. Februar 1979); Veröffentlichung im Album „L'hôtesse et Monna Lisa“ Editions Dupuis 1979; in Deutschland veröffentlicht im Album „Schicksalsflug für eine Lady“, Bastei Verlag 1985 sowie in der Gesamtausgabe Band 3 „Reisen durch die Zeit“, Salleck Publications 2012
- 1979 Bill a disparu (dt.: Bill ist verschwunden)

Zeichnungen und Text: François Walthéry; 4 Farbseiten in Spirou Spezial „Boule et Bill“ Nummer 2173 (6. Dezember 1979); Veröffentlichung im Album „Bill a disparu“, Editions Vents d'Ouest 1990 und mit einer zusätzlichen Farbseite aus dem Jahr 1984 im Album „Natacha & Co“, Editions Dupuis 1987 sowie im Album „Tiroirs de Secrets“, Noir Dessin Production, 2012; in Deutschland veröffentlicht im Album „Bill ist fort!“, Ehapa Comic Collection 1991 sowie in der Gesamtausgabe Band 3 „Reisen durch die Zeit“, Salleck Publications 2012
- 1980 Instantanés pour Caltech (dt.: Schnappschüsse für Caltech / Das unbekannte Flugobjekt)

Zeichnungen: François Walthéry und Jidéhem alias Jean De Maesmaker, Text: Etienne Borgers; 44 Farbseiten in Spirou von Nummer 2195 (8. Mai 1980) bis Nummer 2212 (4. September 1980); Veröffentlichung im Album „Instantanés pour Caltech“ Editions Dupuis 1981; in Deutschland veröffentlicht im Album „Das unbekannte Flugobjekt“, Bastei Verlag 1985 sowie in der Gesamtausgabe Band 3 „Reisen durch die Zeit“, Salleck Publications 2012
- 1980 Natacha et Natacha (Natacha à Moscou) (dt.: Natascha in Moskau)

Zeichnungen: François Walthéry und Eric Maltaite, Text: Jujubart; 6 Farbseiten in Tintin Super 9 (1980); Veröffentlichung im Album „Natacha & Co“, Editions Dupuis 1987 sowie im Album „Tiroirs de Secrets“, Noir Dessin Production, 2012; in Deutschland veröffentlicht in der Gesamtausgabe Band 3 „Reisen durch die Zeit“, Salleck Publications 2012
- 1981 Coup de foudre

Zeichnungen und Text: François Walthéry; 1 Farbseite; Veröffentlichung im Album „Tiroirs de Secrets“, Noir Dessin Production, 2012; nicht in Deutschland veröffentlicht
- 1982 Bon anniversaire Buddy (dt.: o.T.)

Zeichnungen und Text: François Walthéry; 1 Farbseite in Tintin Nummer 336 (1982); Veröffentlichung im Album „Natacha & Co“, Editions Dupuis 1987 sowie unter dem Titel Hommage à Derib im Album „Tiroirs de Secrets“, Noir Dessin Production, 2012; in Deutschland veröffentlicht in der Gesamtausgabe Band 3 „Reisen durch die Zeit“, Salleck Publications 2012
- 1982 Les machines incertaines (2ème partie) (dt.: Die unzuverlässigen Maschinen / Unternehmen Zeitsprung)

Zeichnungen: François Walthéry und Jidéhem, Text: Etienne Borgers; 44 Farbseiten in Spirou von Nummer 2297 (22. April 1982) bis Nummer 2313 (12. August 1982); Veröffentlichung im Album „Les machines incertaines“ Editions Dupuis 1983; in Deutschland veröffentlicht im Album „Unternehmen Zeitsprung“, Bastei Verlag 1986 sowie in der Gesamtausgabe Band 3 „Reisen durch die Zeit“, Salleck Publications 2012; Fortsetzung der Geschichte Schnappschüsse für Caltech / Das unbekannte Flugobjekt
- 1983 Attention, un coup de foudre peut en cacher un autre (dt. Vorsicht, ein Blitzschlag kann einen anderen verdecken)

Zeichnungen und Text: François Walthéry; 1 Farbseite in Tintin „Super 20“ (1983); Veröffentlichung im Album „Natacha & Co“, Editions Dupuis 1987; in Deutschland veröffentlicht in der Gesamtausgabe Band 3 „Reisen durch die Zeit“, Salleck Publications 2012
- 1983 L'île d'outre-monde (dt.: Die Insel am Rande der Welt)

Zeichnungen: François Walthéry und Will alias Willy Maltaite, Text: Marc Wasterlain; 45 Farbseiten in Spirou von Nummer 2347 (7. April 1983) bis Nummer 2359 (30. Juni 1983); Veröffentlichung im Album „L'île d'outre-monde“, Editions Dupuis 1984; in Deutschland veröffentlicht im Album „Die Insel am Rande der Welt“, Bastei Verlag 1986 sowie in der Gesamtausgabe Band 4 „Reisen in die Hölle“, Salleck Publications 2015
- 1985 Le grand pari (dt.: Die grosse Wette)

Zeichnungen: François Walthéry und Laudec alias Tony de Luca, Text: Mittéï; 44 Farbseiten in Spirou von Nummer 2440 (17. Januar 1985) bis Nummer 2443 (7. Februar 1985); Veröffentlichung im Album „Le grand pari“, Editions Dupuis 1985; in Deutschland veröffentlicht im Album „Die große Wette“, Reiner-Feest-Verlag 1988 sowie in der Gesamtausgabe Band 4 „Reisen in die Hölle“, Salleck Publications 2015
- 1985 Planche promotionelle à usage interne de l'industrie graphique belge

Zeichnungen: François Walthéry, Text: Raoul Cauvin; 1 Farbseite; Veröffentlichung im Album „Natacha & Co“, Editions Dupuis 1987; nicht in Deutschland veröffentlicht
- 1985 Histoire d'impression

Zeichnungen: François Walthéry, Text: Raoul Cauvin; 1 Farbseite; Veröffentlichung im Album „Tiroirs de Secrets“, Noir Dessin Production, 2012; nicht in Deutschland veröffentlicht
- 1986 Planche pour la Mitchel School  of English

Zeichnungen: François Walthéry, Text: Francois Walthéry und A.F.; 1 Schwarzweiß-Seite; Veröffentlichung im Album „Livre d’Or“, Noir Dessin Production, 2014; nicht in Deutschland veröffentlicht
- 1986 Les culottes de fer (dt.: Die Stahlhosen)

Zeichnungen: François Walthéry und Laudec, Text: Mittéï; 44 Farbseiten in Spirou von Nummer 2515 (24. Juni 1986) bis Nummer 2519 (22. Juli 1986); Veröffentlichung im Album „Les culottes de fer“, Editions Dupuis 1986; in Deutschland veröffentlicht im Album „Die grosse Wette (Teil 2)“, Reiner-Feest-Verlag 1988 sowie in der Gesamtausgabe Band 4 „Reisen in die Hölle“, Salleck Publications 2015; Fortsetzung der Geschichte Die große Wette
- 1987 La dur'lutte (dt. o.T.)

Zeichnungen und Text: François Walthéry; 3 Farbseiten in L'Echo des Savanes NS Nummer 67 (1987); Veröffentlichung im Album „Parodies“, Editions MC Productions 1987 und in Bodoï HS Nummer 2, 2001; in Deutschland veröffentlicht im Album „Parodien“, Reiner-Feest-Verlag 1989
- 1988 Les nomades du ciel (dt.: Die Nomaden des Himmels)

Zeichnungen: François Walthéry und Laudec, Text: Raoul Cauvin; 44 Farbseiten in Spirou von Nummer 2614 (17. Mai 1988) bis Nummer 2624 (27. Juli 1988); Veröffentlichung im Album „Les nomades de ciel“, Editions Dupuis 1988; in Deutschland veröffentlicht im Album „Die Nomaden des Himmels“, Reiner-Feest-Verlag 1989 sowie in der Gesamtausgabe Band 4 „Reisen in die Hölle“, Salleck Publications 2015
- 1989 Natacharme (dt.: Natacharme)

Zeichnungen und Text: Laudec; 2 Farbseiten; Veröffentlichung im Album „Parodies 2“, Editions MC Productions 1989; in Deutschland veröffentlicht im Album „Parodien 2“, Reiner-Feest-Verlag 1989
- 1989 Cauchemirage (dt.: Natascha und der Alptraum in 8.000 Meter Höhe)

Zeichnungen: François Walthéry und Mittéï, Text: Mythic alias Jean-Claude Smit-le-Bénédicte; 44 Farbseiten 1989; Veröffentlichung im Album „Cauchemirage“, Editions Marsu Productions 1989; in Deutschland veröffentlicht im Album „Natascha und der Alptraum in 8.000 Meter Höhe“, Carlsen Verlag 1991 sowie in der Gesamtausgabe Band 5 „Der blonde Engel“, Salleck Publications 2016
- 1990 Mambo à Buenos Aires

Musical geschrieben von Patrick Dewez; Zeichnungen: François Walthéry und Georges Van Linthout; Text: Patrick Dewez; 35 Farbseiten, davon 17 gezeichnet, 1990; musikalische Erzählung; Veröffentlichung im Album „Mambo à Buenos Aires“, Notes en Bulles Productions 1990; nicht in Deutschland veröffentlicht
- 1990 Un jour de surprise (dt.: Eine unerwartete Begegnung)

Zeichnungen und Text: François Walthéry mit Serdu alias Serge Duhayon und Jean-Francois de Marchin; 5 Farbseiten, 1990; Der kleine Nickel/Natascha-Crossover; Veröffentlichung im Album „Bout a Bout“, Editions Marsu Productions 1991; in Deutschland veröffentlicht im Album „Der kleine Nickel kommt groß raus“, Carlsen Verlag 1992
- 1992 La ceinture de Cherchemidi (dt.: Dreisteins Gürtel / Professor Fulgors Gürtel)

Zeichnungen: François Walthéry und Mittéï, Text: Peyo alias Pierre Culliford; 44 Farbseiten 1992; Veröffentlichung im Album „La ceinture de Cherchemidi“, Editions Marsu Productions 1992; in Deutschland veröffentlicht im Album „Dreisteins Gürtel“, Carlsen Verlag 1993 sowie in der Gesamtausgabe Band 5 „Der blonde Engel“, Salleck Publications 2016
- 1994 L'ange blond (dt.: Der blonde Engel)

Zeichnungen: François Walthéry und Georges Van Linthout, Text: Maurice Tillieux; 44 Farbseiten 1994; Veröffentlichung im Album „L'ange blond“, Editions Marsu Productions 1994; in Deutschland veröffentlicht im Album „Der blonde Engel“, Salleck Publications, 2007 sowie in der Gesamtausgabe Band 5 „Der blonde Engel“, Salleck Publications 2016
- 1996/1997 La veuve noire (dt.: Die schwarze Witwe)

Zeichnungen: François Walthéry und Georges Van Linthout, Text: Michel Dusart; 44 Farbseiten in Spirou von Nummer 3058 (20. November 1996) bis Nummer 3066 (15. Januar 1997); Veröffentlichung im Album „La veuve noire“, Editions Marsu Productions 1997; in Deutschland veröffentlicht im Album „Die schwarze Witwe“, Salleck Publications, 2004, sowie in der Gesamtausgabe Band 6, „Weltreisen und Schwarze Witwen“, Salleck Publications 2020
- 1998 Natacha et les dinosaures (dt.: Natascha und die Dinosaurier)

Zeichnungen: François Walthéry, Text: Marie-France Wasterlain und Marc Wasterlain; 44 Farbseiten 1998; Veröffentlichung im Album „Natacha et les dinosaures“, Editions Marsu Productions 1998; in Deutschland veröffentlicht im Album „Natascha und die Dinosaurier“, Salleck Publications, 2004, sowie in der Gesamtausgabe Band 6, „Weltreisen und Schwarze Witwen“, Salleck Publications 2020
- 2004 La mer de rochers (dt.: Das Felsenmeer)

Zeichnungen: François Walthéry, Text: Peyo; 44 Farbseiten 2004; Veröffentlichung im Album „La mer des rochers“, Editions Marsu Productions 2004; in Deutschland veröffentlicht im Album „Das Felsenmeer“, Salleck Publications, 2004, sowie in der Gesamtausgabe Band 6, „Weltreisen und Schwarze Witwen“, Salleck Publications 2020
- 2007 Atoll 66 (dt. Atoll 66)

Zeichnungen: François Walthéry und Bruno Di Sano, Text: Guy d'Arter; 46 Farbseiten 2007; Veröffentlichung im Album „Atoll 66“, Editions Marsu Productions 2007; in Deutschland veröffentlicht im Album „Atoll 66“, Salleck Publications, 2013, sowie in der Gesamtausgabe Band 6, „Weltreisen und Schwarze Witwen“, Salleck Publications 2020
- 2007 [ohne Titel] (dt. Flug 50 v. Chr.)

Zeichnungen: François Walthéry, Text: Emébé; 2 Farbseiten 2007; Veröffentlichung im Album „Astérix et ses amis – Hommage à Albert Uderzo“, Editions Albert Rene / Goscinny – Uderzo 2007; in Deutschland veröffentlicht im Album „Asterix und seine Freunde – Hommage an Albert Uderzo“, Egmont Ehapa Verlag, 2007
- 2010 Le regard du passé

Zeichnungen: François Walthéry und Martens, Text: Mythic; 44 Farbseiten 2010; Veröffentlichung im Album „Le regard du passé“, Editions Marsu Productions 2010; in Deutschland veröffentlicht im Album 21, „Die Augen des Falken“, Salleck Publications, 2013
- 2014 L'épervier bleu

Zeichnungen: François Walthéry, Text: Sirius alias Max Mayeu; 46 Farbseiten in Spirou von Nummer 3961 (12. März 2014) bis Nummer 3966 (16. April 2014);  Veröffentlichung im Album „L'épervier bleu“, Editions Dupuis, Mai 2014; in Deutschland veröffentlicht im Album 22, „Der Blaue Sperber“, Salleck Publications, 2021
- 2018 Sur les traces de l'épervier bleu

Zeichnungen: François Walthéry, Text: Sirius alias Max Mayeu; 46 Farbseiten in Spirou von Nummer 4205 (14. November 2018) bis Nummer 4212 (2. Januar 2019); Veröffentlichung im Album „Sur les traces de l'épervier bleu“, Editions Dupuis, November 2018; in Deutschland veröffentlicht im Album 23, „Auf den Spuren des Blauen Sperbers“, Salleck Publications, 2021

## Besonderheiten der Serie
Vier Besonderheiten weist die Serie auf. Zum einen lässt Walthéry ständig Comic-Zeichner und -Szenaristen als Nebenfiguren in karikierter Form auftauchen, dies zum Teil unter ihrem richtigen Namen. Höhepunkt ist insoweit die Geschichte „Natascha und die MickyMäuse“, in der alle Passagiere eines entführten Flugzeugs Comic-Zeichner oder -Szenaristen sind. Zum anderen haben auch Comic-Figuren anderer Zeichner wie etwa Tanguy und Laverdure, Betty Page oder die Schlümpfe gelegentliche Auftritte. Daneben integriert Walthéry auch immer wieder Prominente wie Peter Falk alias Inspektor Columbo oder Arnold Schwarzenegger in seine Geschichten. Wenn auch nicht prominent, so hat auch Walthérys Sohn Nicholas (unter seinem Namen) einen Auftritt in der Geschichte „Natascha und die Dinosaurier“. Schließlich spielen drei Natascha-Geschichten (Natascha und die Mona Lisa, Die große Wette und Die Stahlhosen) zu Beginn des 20. Jahrhunderts. Bei diesen werden Natascha durch ihre Großmutter und Walter durch seinen Großvater, einen Piloten, ersetzt; beide Großeltern sehen genauso aus wie ihre Enkel.